# スウィート75
スウィート75（スウィートセヴンティーファイヴ、Sweet 75）は、ニルヴァーナの解散後、1995年にクリス・ノヴォセリックとイヴァ・ラス・ヴェガスによって結成されたバンド。2000年に解散する前に、1枚のセルフタイトル・アルバムをリリースした。

## 略歴
1994年にニルヴァーナが解散した後、クリス・ノヴォセリックはスウィート75を結成した。ノヴォセリックの妻が彼の誕生日パーティーで歌うために雇った、ベネズエラ生まれの女性ストリート・シンガー、イヴァ・ラス・ヴェガスに出会ったからだ。ノヴォセリックは初め、歌手としての彼女のアルバムを作る計画をしていたが、一緒に曲を書いているうちに、セオドア・レトキの詩から命名したスウィート75を結成することにした。ボビ・ロアがドラムに加わって、1995年にいくつかのライブを行い、ゲフィン・レコードと契約した。1996年には、1995年11月17日のライブの海賊盤が『Trucked Up Fuckstop』と呼ばれるタイトルで、Sea Monkeyというレコード会社からリリースされた。
セルフタイトルを付けたデビュー・アルバムをリリースする前に、ロアは元ミニストリーのドラマー、ビル・リーフリンと交代した。本作には、R.E.M.のピーター・バック、アニサ・ロメロ（Sky Cries Mary）、そしてハーブ・アルパートのゲスト・パフォーマンスが含まれている。このアルバムはダイナソーJr.とのツアーの後、1997年までリリースされず、その頃までにリーフリンは元ドラマーのアダム・ウェイドと交代し、商業的にも批評的にも大きなインパクトを与えられなかった。アルバムは「インディー・ロックとヘヴィ・ロック、メキシコの音楽、ラウンジ、そしてカントリー」を融合させたものとして表現された。また、オーストラリアでは「Lay Me Down」という歌がシングルとして発表された。そこには、アルバム・トラックの「Lay Me Down」と「La Vida」、そして未発表曲「Soap Zone」が収録された。
ウェイドは1997年10月にグループを去り、1998年初めに解散となった。彼らはその年の後半にリーフリンをドラムに戻して2枚目のアルバムのデモをレコーディングしたが、ノヴォセリックとリーフリンが別のプロジェクト「Sunshine Cake」のためにアニサ・ロメロと一緒に過ごし始め、1999年半ばに再びバンドは分裂された。2000年になって、セカンド・アルバムのさらなる制作が報告されたが、その年の8月までにバンドは「創造的な方向性の違い」を理由として円満解散された。

## バンド・メンバー
- クリス・ノヴォセリック (Krist Novoselic) - ギター、ベース、アコーディオン
- イヴァ・ラス・ヴェガス (Yva Las Vegass) - ベース、ボーカル
- ボビ・ロア (Bobi Lore) - ドラム
- ビル・リーフリン (Bill Rieflin) - ドラム
- アダム・ウェイド (Adam Wade) - ドラム
- ジーナ・メインウォール (Gina Mainwal) - ドラム

## ディスコグラフィ

### アルバム
- 『スウィート75』 - Sweet 75 (1997年、DGC)

### シングル
- "Lay Me Down" (1997年)